# Майкл Вітекер
Майкл Вітекер  (англ. Michael Whitaker, 17 березня 1960) — британський вершник, олімпійський медаліст.

## Виступи на Олімпіадах
| Олімпіада         | Дисципліна       | Місце             |
| ----------------- | ---------------- | ----------------- |
| Лос-Анджелес 1984 | конкур, особисті | 24                |
| Лос-Анджелес 1984 | конкур, командні | 2                 |
| Барселона 1992    | конкур, особисті | 15                |
| Барселона 1992    | конкур, командні | 7                 |
| Атланта 1996      | конкур, особисті | 63 (кваліфікація) |
| Атланта 1996      | конкур, командні | =11               |
| Сідней 2000       | конкур, особисті | участь r2/2       |
| Сідней 2000       | конкур, командні | 8                 |

## Зовнішні посилання
- Досьє на sport.references.com [Архівовано 11 серпня 2011 у Wayback Machine.]